# Portimão
Portimão é uma cidade portuguesa no distrito de Faro, região e sub-região do Algarve, com 44.426 habitantes (2021). O centro da cidade está situado a cerca de 2 km do mar e é um centro importante de pesca e turismo.
É sede do município homónimo com 182,06 km² de área e 60 278 habitantes (censo de 2021), subdividido em 3 freguesias; a freguesia que inclui a cidade tem cerca de  50 000 habitantes, sendo, por conseguinte, a cidade mais populosa do Algarve. O município está limitado a norte pelo de Monchique, a leste pelos de Silves e Lagoa, e a oeste pelo de Lagos; a sul, tem um sector litoral ao longo do oceano Atlântico.

## História

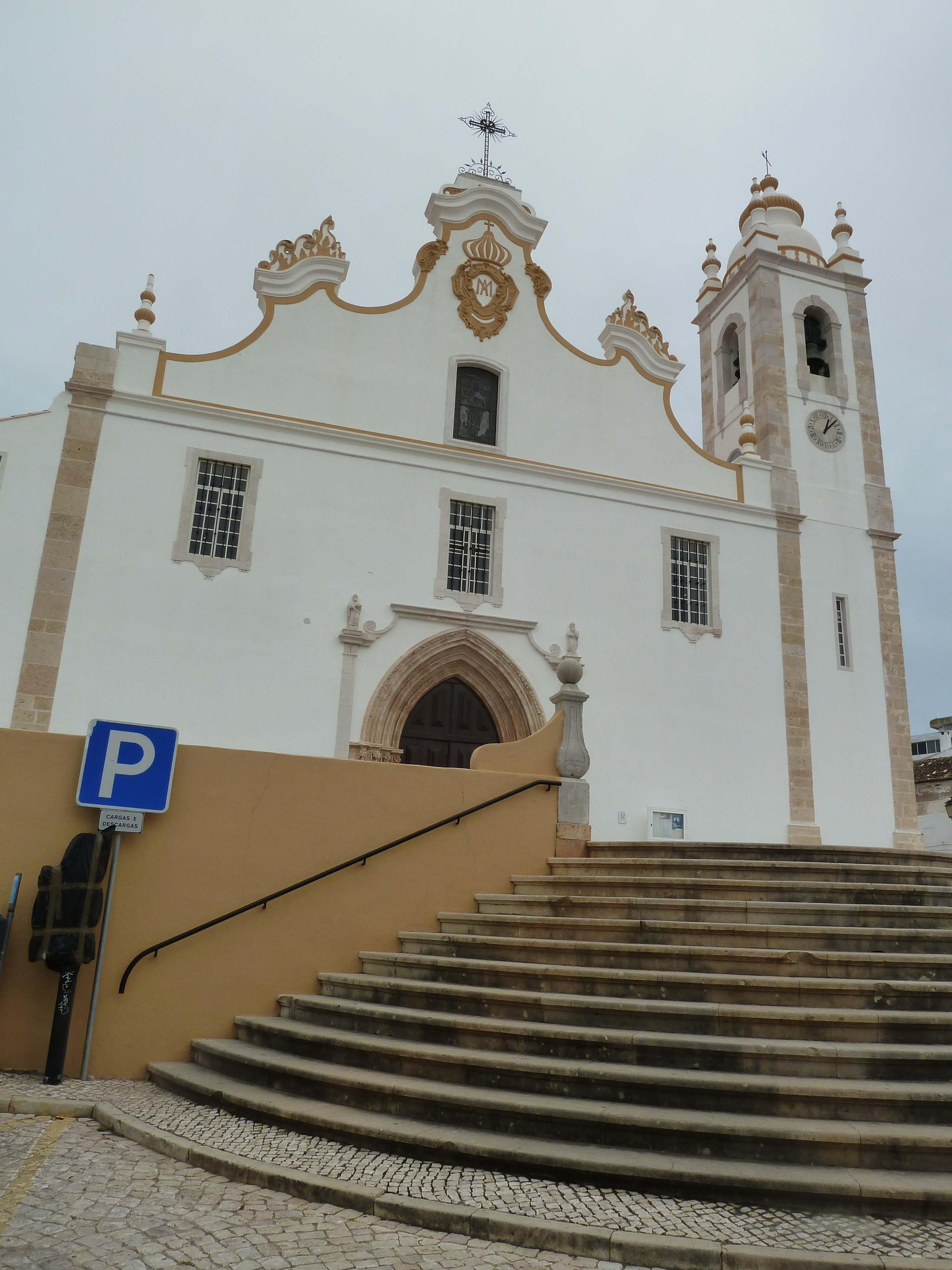
A Igreja Matriz de Portimão

Vestígios arqueológicos comprovam a presença humana no concelho desde o neolítico.

### Neolítico
Na zona de Alcalar, encontra-se uma importante necrópole neolítica, da qual resta o «monumento n.º 7», composto por uma câmara circular de placas de xisto à qual se acede por um corredor, a exemplo de monumentos idênticos espalhados por toda a Europa ocidental, com destaque para os encontrados na Irlanda.
O pavimento é de xisto e grés calcário. A cripta funerária, com dois nichos rituais laterais, era rematada por duas lajes e protegida por uma mamoa. Perto de Alcalar, em Monte Canelas, existe outra necrópole.

### Antiguidade clássica

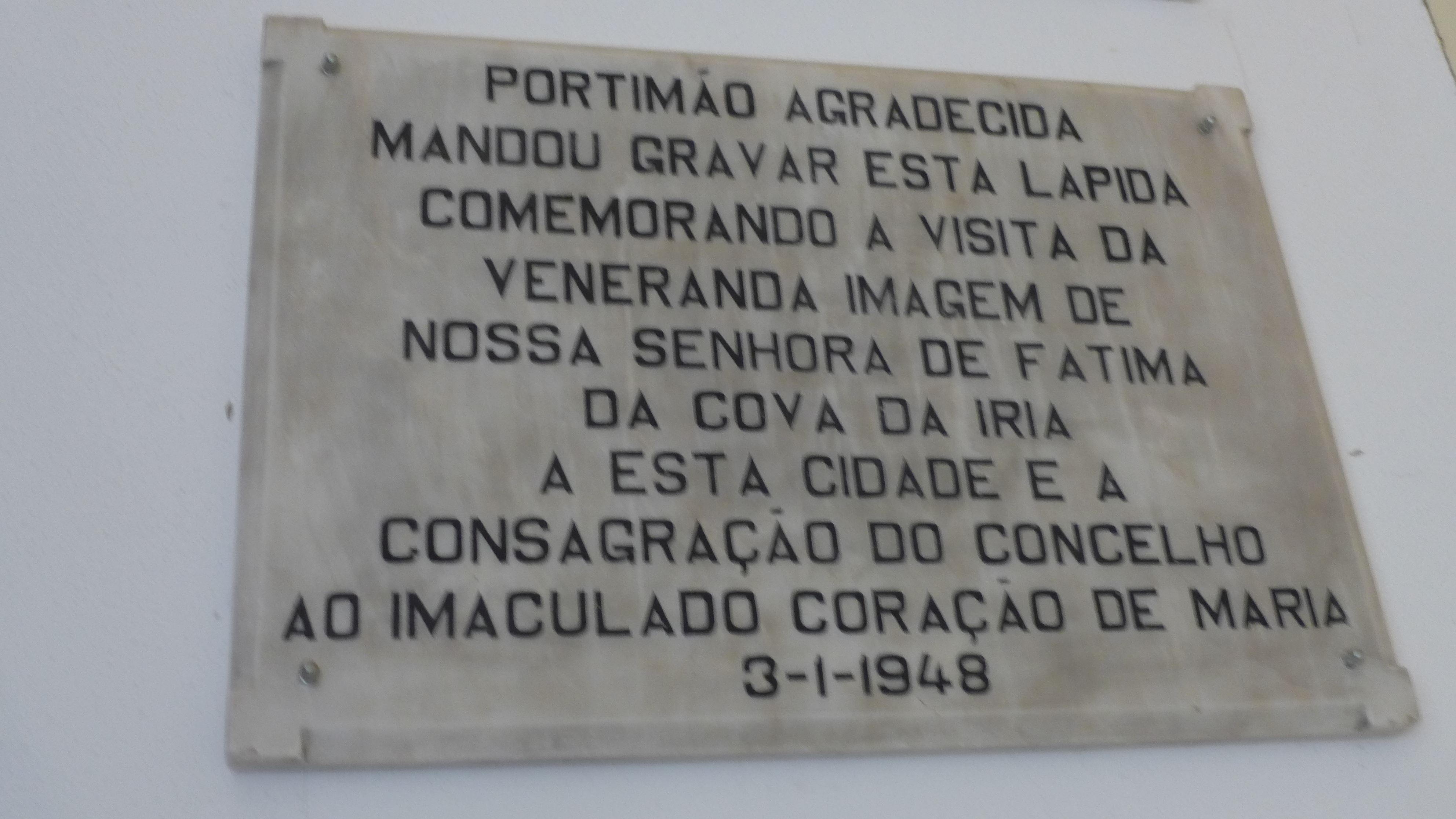
Placa evocativa da visita de Nossa Senhora de Fátima do Santuário da Cova da Iria à cidade de Portimão.

O porto de Portimão terá sido utilizado por navegantes fenícios, gregos e cartagineses, sendo parte das rotas mediterrânicas e do Norte de África.
O vestígio mais marcante do período romano ainda existente situa-se perto da aldeia da Figueira, na zona da Abicada, na confluência de duas ribeiras, onde se pode encontrar uma estação arqueológica romana com várias salas. Também na zona da Coca Maravilhas foi descoberta uma cisterna desse período, que se apresenta muito bem conservada.[carece de fontes?]
O próprio nome da cidade de Portimão poderá ser de origem latina, derivando de Portus Magnus (porto grande), um porto natural no Rio Arade.
No rio Arade, foram encontrados vários achados arqueológicos, entre os quais moedas de ouro.

### Século XV
Da altura do rei D. Afonso III é um foral que fala do sítio de Portimão. Sob o rei D. Afonso V, a pedido de 40 moradores, nasce S. Lourenço da Barrosa, que originará a Vila Nova de Portimão.

### Século XX
No início do século, devido ao seu desenvolvimento industrial, Portimão tornou-se um dos grandes bastiões da luta operária, sendo um dos seus principais líderes o anarco-sindicalista José Buísel.
No ano de 1924, nomeadamente a 11 de dezembro, a «vila nova» é elevada a cidade pelo então Presidente da República Portuguesa, Manuel Teixeira Gomes. No mesmo ano, é fundada a primeira comunidade cristã da Assembleia de Deus em Portugal, através do missionário José de Matos.
Após o pico e a queda da indústria conserveira nas décadas de 1950 a 1970, a cidade observou um modelo de desenvolvimento de centro turístico, à semelhança do resto do Algarve, apresentando uma ampla oferta em hotéis, restaurantes e comércio local.
Tornou-se destino de férias popular, principalmente devido à famosa Praia da Rocha, e é também considerada cidade com grande potencial para apreciadores de pesca grossa (ex: espadarte), entre outros desportos náuticos, como jet ski, vela, windsurf, mergulho e pesca submarina.

### Actualidade
Nos últimos anos, a foz do rio Arade tem sido palco de grandes eventos. É também lugar da prova portuguesa do campeonato internacional de Fórmula 1 em motonáutica.
Portimão é hoje um município de referência no Algarve. Pólo âncora do Barlavento Algarvio, distingue-se pela sua oferta turística, pelo seu pulsar e dinamismo, muito próprios, e por uma diversidade de actividades que fazem com que o seu dia-a-dia seja vivido, a variados níveis, de forma intensa e marcado por um ritmo que se mantém ao longo do ano.
Portimão devido ao seu enorme desenvolvimento turístico, é hoje uma cidade, assim como outras nesta região (ex:Quarteira, Armação de Pêra) caracterizada pela sua paisagem urbana caótica.
Actualmente, Portimão é o 3º porto a nível nacional (apenas atrás de Lisboa e Funchal), que mais passageiros recebe proveniente de navios de cruzeiro, reforçando assim o turismo de qualidade num município caracterizado pelo turismo de massas.
Sede do Centro Hospitalar do Barlavento algarvio e do Autódromo Internacional do Algarve, cidade dotada de pólos industriais com capacidade de evolução e de serviços, sede da direcção regional de desporto do Algarve, maior multiusos a sul do Tejo, são alguns dos exemplos da importância que Portimão representa para o Algarve.

## Freguesias

Freguesias do município de Portimão

O município de Portimão está dividido em 3 freguesias:
| Freguesia          | Residentes (2011) | Residentes (2021) |
| ------------------ | ----------------- | ----------------- |
| Alvor              | 6154              | 6314              |
| Mexilhoeira Grande | 4029              | 4313              |
| Portimão           | 45431             | 49218             |
| Total              | 55614             | 59845             |

## Demografia
De acordo com os dados do INE o distrito de Faro registou em 2021 um acréscimo populacional na ordem dos 3.7% relativamente aos resultados do censo de 2011. No concelho de Portimão esse acréscimo rondou os 7.6%. 
★ Número de habitantes "residentes", ou seja, que tinham a residência oficial neste município à data em que os censos se realizaram	
| Número de habitantes por Grupo Etário ★★ | Número de habitantes por Grupo Etário ★★ | Número de habitantes por Grupo Etário ★★ | Número de habitantes por Grupo Etário ★★ | Número de habitantes por Grupo Etário ★★ | Número de habitantes por Grupo Etário ★★ | Número de habitantes por Grupo Etário ★★ | Número de habitantes por Grupo Etário ★★ | Número de habitantes por Grupo Etário ★★ | Número de habitantes por Grupo Etário ★★ | Número de habitantes por Grupo Etário ★★ | Número de habitantes por Grupo Etário ★★ | Número de habitantes por Grupo Etário ★★ | Número de habitantes por Grupo Etário ★★ |
| ---------------------------------------- | ---------------------------------------- | ---------------------------------------- | ---------------------------------------- | ---------------------------------------- | ---------------------------------------- | ---------------------------------------- | ---------------------------------------- | ---------------------------------------- | ---------------------------------------- | ---------------------------------------- | ---------------------------------------- | ---------------------------------------- | ---------------------------------------- |
|                                          | 1900                                     | 1911                                     | 1920                                     | 1930                                     | 1940                                     | 1950                                     | 1960                                     | 1970                                     | 1981                                     | 1991                                     | 2001                                     | 2011                                     | 2021                                     |
| 0-14 Anos                                | 4 862                                    | 5 538                                    | 4 970                                    | 6 594                                    | 6 098                                    | 5 876                                    | 5 519                                    | 5 690                                    | 7 557                                    | 7 124                                    | 6 666                                    | 8 715                                    | 8 567                                    |
| 15-24 Anos                               | 2 406                                    | 3 025                                    | 3 033                                    | 4 251                                    | 4 001                                    | 4 224                                    | 3 811                                    | 4 030                                    | 4 736                                    | 5 663                                    | 5 944                                    | 5 687                                    | 6 038                                    |
| 25-64 Anos                               | 5 808                                    | 6 486                                    | 6 228                                    | 9 149                                    | 9 845                                    | 11 694                                   | 12 547                                   | 13 100                                   | 17 701                                   | 20 213                                   | 24 456                                   | 31 008                                   | 31 809                                   |
| = ou > 65 Anos                           | 676                                      | 846                                      | 641                                      | 1 076                                    | 1 347                                    | 1 690                                    | 2 265                                    | 2 765                                    | 4 470                                    | 5 833                                    | 7 752                                    | 10 204                                   | 13 431                                   |

★★ De 1900 a 1950 os dados referem-se à população "de facto", ou seja, que estava presente no município à data em que os censos se realizaram. Daí que se registem algumas diferenças relativamente à designada população residente

## Equipamentos

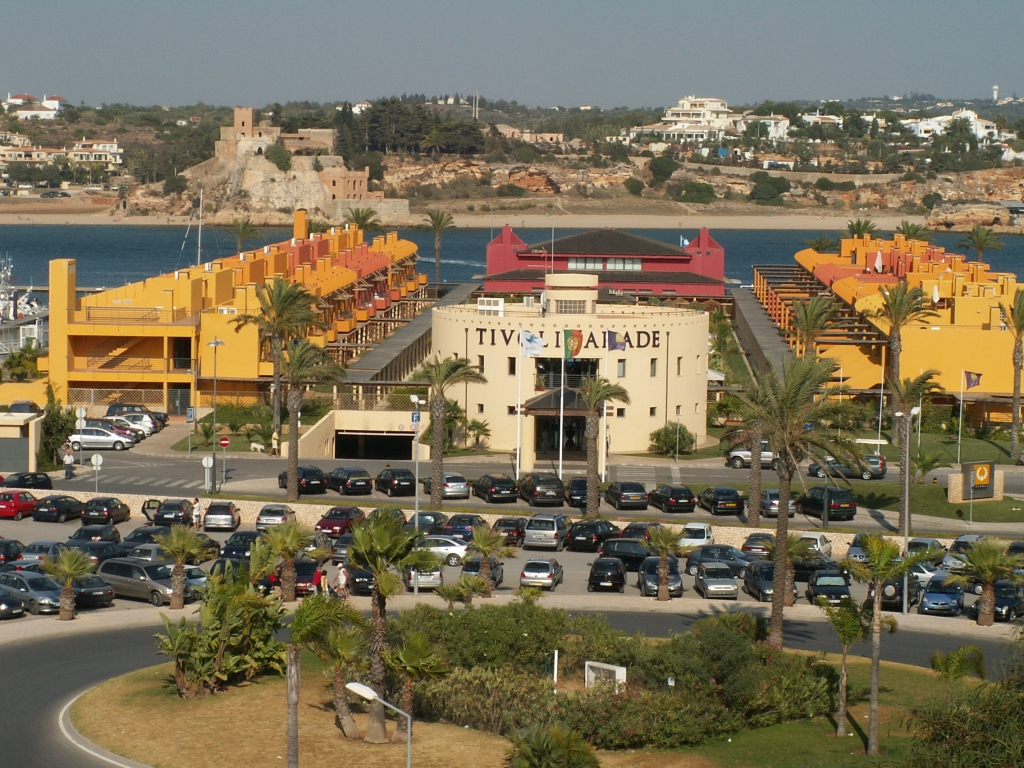
Marina de Portimão

Hoje é possível aceder a Portimão a partir de qualquer ponto do país.
- Aeródromo Municipal de Portimão
- Autocarros com ligações nacionais e internacionais:
  - Vamus Algarve (intermunicipal)
  - Vai e Vem (Portimão) (municipal)
- Estação ferroviária (Linha do Algarve)
- Porto de Cruzeiros de Portimão
- Marina de Portimão

## Património

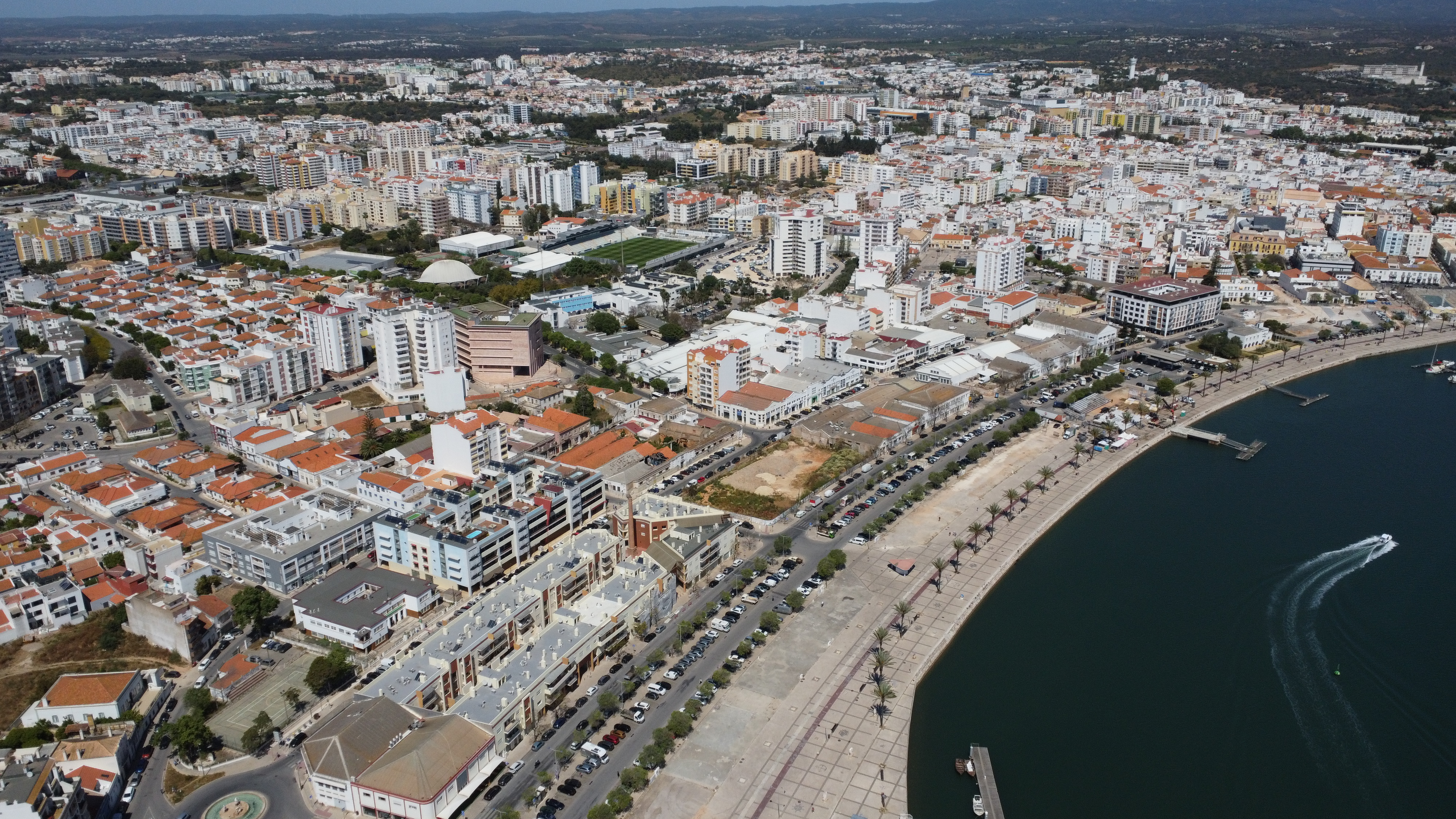
Vista aérea de Portimão, em 2023.

Ver também: Lista de património edificado em Portimão
Património não religioso

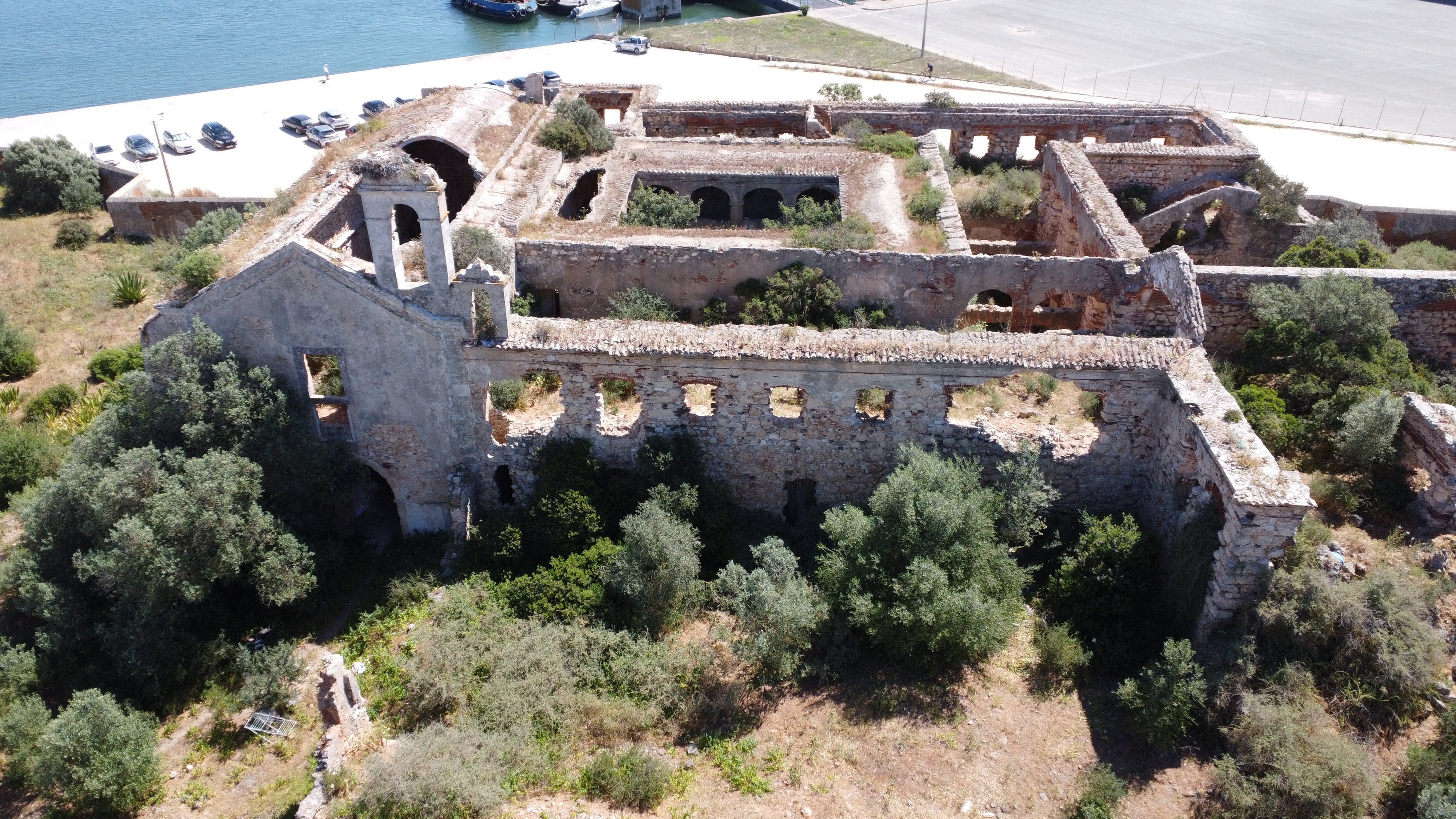
O Convento de São Francisco (ou Convento de Nossa Senhora da Esperança).

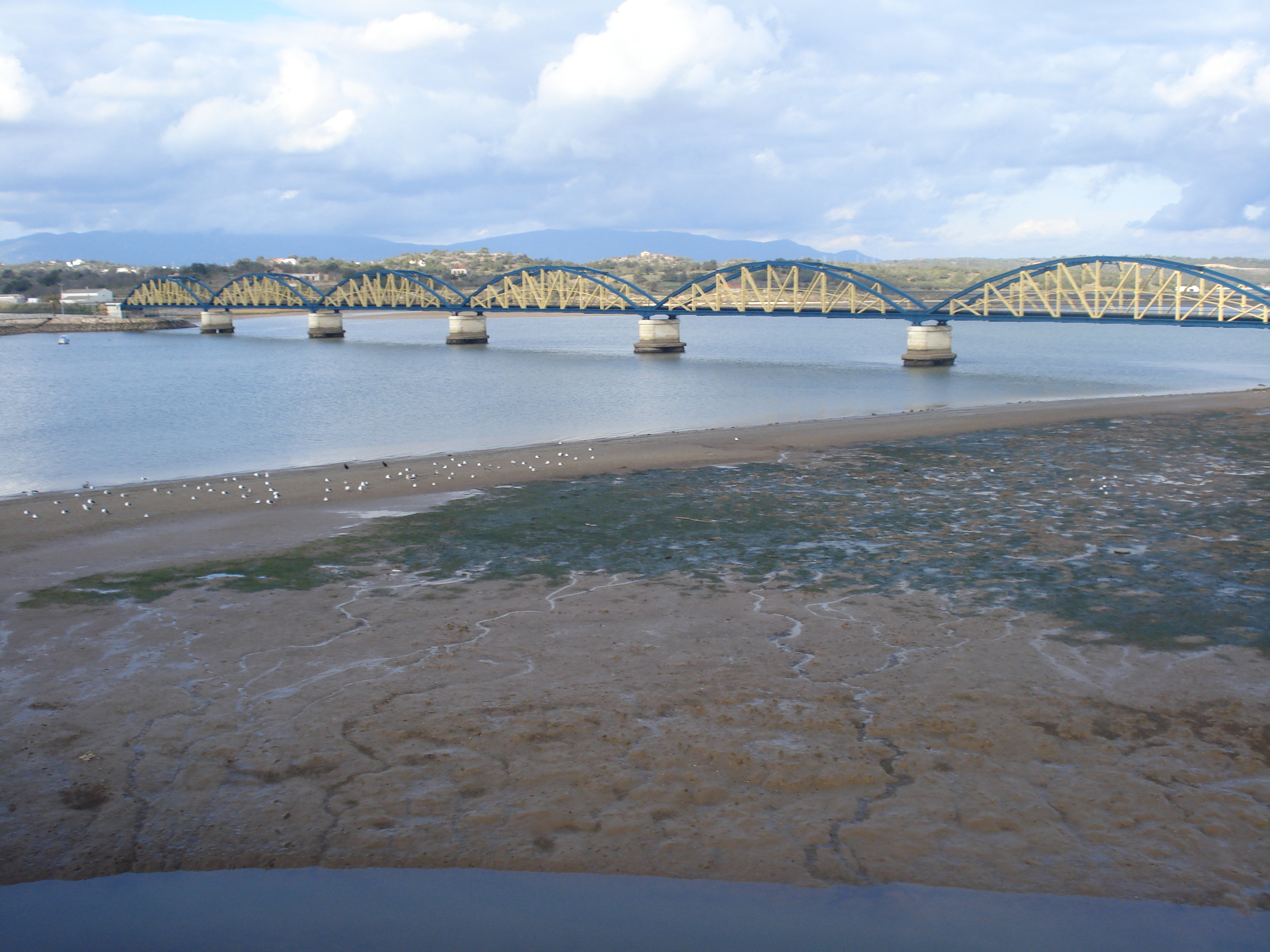
Ponte ferroviária sobre o Rio Arade, ao PK 18 da Linha do Algarve, entre Ferragudo e Portimão.

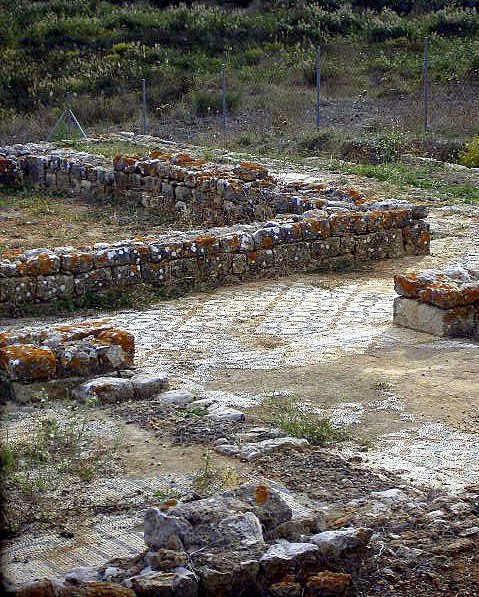
Villa Romana da Abicada

- Autódromo Internacional do Algarve
- Castelo Belinho
- Castelo de Alvor ou ruínas do Forte de Alvor
- Casa Manuel Teixeira Gomes[10]
- Escola Secundária Poeta António Aleixo
- Cine-Teatro de Portimão (demolido)
- Estação Romana da Quinta da Abicada
- Forte de Santa Catarina
- Monumentos Megalíticos de Alcalar
- Muralhas de Portimão[11]
- Paços do Concelho de Portimão (Palácio Bivar)
- Pólo de Leitura de Alvor
- Ponte Ferroviária do Farelo
- Quinta do Morais, também conhecido como Quinta Manuelina (demolido)[12]
- Vila Lido

Património religioso
- Capela da Senhora dos Passos (Mexilhoeira Grande)
- Capela de Nossa Senhora da Rocha[13]
- Capela de São José[14]
- Colégio dos Jesuítas e Igreja da Misericórdia
- Convento de São Francisco ou Convento de Nossa Senhora da Esperança
- Igreja da Figueira[15]
- Igreja da Misericórdia de Alvor[16]
- Igreja da Santa Casa da Misericórdia de Mexilhoeira Grande
- Igreja de Nossa Senhora do Verde
- Igreja do Colégio dos Jesuítas
- Igreja Matriz de Alvor ou Igreja do Divino Salvador de Alvor[17]
- Igreja Matriz de Portimão ou Igreja de Nossa Senhora da Conceição
- Igreja Paroquial de Mexilhoeira Grande
- Morabito anexo à Matriz de Alvor[18]
- Morabito de São João[19]
- Morabito de São Pedro[20]
- Igreja de Montes de Alvor - Igreja de Nossa Senhora da Conceição[21]

Património de origem natural
- Ria de Alvor, um sítio Natura 2000
- Pedra Moirinha na Rua da Pedra[22]

## Cultura
- Museu de Portimão
- Teatro Municipal de Portimão, no Largo 1º de dezembro

## Desporto
Portimão também é uma cidade muito marcada pelo desporto. É aqui que se realizam, no Verão, o Mundialito de Futebol de Praia e a Etapa Portuguesa da Liga Europeia de Futebol de Praia. Por vezes, a Volta a Portugal em Bicicleta e foi palco do Rali Lisboa-Dakar, onde também se costumam praticar desportos náuticos, como o surfe e o Kitesurf e outros desportos de ação como o BMX e o skate. Portimão também tem vários clubes desportivos como por exemplo o Portimonense, Portinado ou o Clube Bicross de Portimão. 
A 2 de novembro de 2008 foi inaugurado, oficialmente, o Autódromo Internacional do Algarve.

## Política

### Eleições autárquicas[23]
| Data | %     | V     | %             | V             | %        | V        | %       | V       | %     | V    | %              | V          | %              | V      | %              | V        | %              | V       | %              | V   | %       | V       | %      | V      | %              | V   | %  | V  | %  | V  | %   | V   | % | V | Participação |                |
| Data | PS    | PS    | FEPU/APU/ CDU | FEPU/APU/ CDU | PPD/ PSD | PPD/ PSD | CDS-PP  | CDS-PP  | GDUP  | GDUP | PCTP/ MRPP     | PCTP/ MRPP | AD             | AD     | UDP/ BE        | UDP/ BE  | PPM            | PPM     | PRD            | PRD | PSD-CDS | PSD-CDS | IND    | IND    | MPT            | MPT | NC | NC | CH | CH | PAN | PAN | A | A | Participação |                |
| ---- | ----- | ----- | ------------- | ------------- | -------- | -------- | ------- | ------- | ----- | ---- | -------------- | ---------- | -------------- | ------ | -------------- | -------- | -------------- | ------- | -------------- | --- | ------- | ------- | ------ | ------ | -------------- | --- | -- | -- | -- | -- | --- | --- | - | - | ------------ | -------------- |
| Data | 1976  | 39,31 | 4             | 22,50         | 2        | 18,20    | 1       | 7,10    | -     | 5,53 | -              | 3,14       | -              |        |                |          |                |         |                |     |         |         |        |        |                |     |    |    |    |    |     |     |   |   |              | 67,61 / 100,00 |
| 1979 | 52,91 | 4     | 15,25         | 1             | AD       | AD       | AD      | AD      |       |      | 0,43           | -          | 25,92          | 2      | 2,85           | -        | AD             | AD      | 74,98 / 100,00 |     |         |         |        |        |                |     |    |    |    |    |     |     |   |   |              |                |
| 1982 | 55,28 | 4     | 17,31         | 1             | AD       | AD       | AD      | AD      |       |      | 22,66          | 2          | 0,95           | -      | 72,00 / 100,00 |          | AD             | AD      |                |     |         |         |        |        |                |     |    |    |    |    |     |     |   |   |              |                |
| 1985 | 51,96 | 4     | 11,14         | 1             | 23,45    | 2        |         |         |       |      | 0,79           | -          |                |        | 9,56           | -        | 64,07 / 100,00 |         |                |     |         |         |        |        |                |     |    |    |    |    |     |     |   |   |              |                |
| 1989 | 39,12 | 3     | 11,04         | 1             | 38,87    | 3        | 5,31    | -       | 1,42  | -    |                |            | 56,48 / 100,00 |        |                |          |                |         |                |     |         |         |        |        |                |     |    |    |    |    |     |     |   |   |              |                |
| 1993 | 43,88 | 3     | 11,76         | 1             | 34,59    | 3        | 4,71    | -       | 1,72  | -    | 60,68 / 100,00 |            |                |        |                |          |                |         |                |     |         |         |        |        |                |     |    |    |    |    |     |     |   |   |              |                |
| 1997 | 47,08 | 4     | 10,80         | -             | 33,06    | 3        | 3,15    | -       | 1,41  | -    | 58,65 / 100,00 |            |                |        |                |          |                |         |                |     |         |         |        |        |                |     |    |    |    |    |     |     |   |   |              |                |
| 2001 | 50,82 | 4     | 7,47          | -             | 23,37    | 2        | 12,60   | 1       | 1,43  | -    | CDS-PP         | CDS-PP     | 52,14 / 100,00 |        |                |          |                |         |                |     |         |         |        |        |                |     |    |    |    |    |     |     |   |   |              |                |
| 2005 | 42,54 | 4     | 10,67         | 1             | CDS-PP   | CDS-PP   | PPD/PSD | PPD/PSD | 7,47  | -    | PSD-CDS        | PSD-CDS    | 28,72          | 2      | 5,12           | -        | PSD-CDS        | PSD-CDS | 51,06 / 100,00 |     |         |         |        |        |                |     |    |    |    |    |     |     |   |   |              |                |
| 2009 | 55,49 | 5     | 5,93          | -             | 25,13    | 2        | 4,31    | -       | 6,31  | -    |                |            |                |        |                |          |                |         | 54,16 / 100,00 |     |         |         |        |        |                |     |    |    |    |    |     |     |   |   |              |                |
| 2013 | 30,05 | 3     | 12,11         | 1             | 16,67    | 1        | 18,96   | 1       | 12,28 | 1    | CDS-PP         | CDS-PP     | CDS-PP         | CDS-PP | 42,39 / 100,00 |          |                |         |                |     |         |         |        |        |                |     |    |    |    |    |     |     |   |   |              |                |
| 2017 | 44,56 | 4     | 7,78          | -             | CDS-PP   | CDS-PP   | PPD/PSD | PPD/PSD | 11,66 | 1    | PSD-CDS        | PSD-CDS    | 24,36          | 2      | PSD-CDS        | PSD-CDS  | 5,89           | -       | 41,16 / 100,00 |     |         |         |        |        |                |     |    |    |    |    |     |     |   |   |              |                |
| 2021 | 39,88 | 5     | 5,11          | -             | 17,54    | 2        | 13,03   | 1       | 6,82  | -    | PPD/ PSD       | PPD/ PSD   |                |        | PPD/ PSD       | PPD/ PSD | CDS-PP         | CDS-PP  | 10,16          | 1   | 3,07    | -       | CDS-PP | CDS-PP | 42,97 / 100,00 |     |    |    |    |    |     |     |   |   |              |                |

### Eleições legislativas
| Data | %     | %     | %     | %     | %     | %     | %        | %     | %     | %     | %    | %   | %       | % | %  | %  |
| Data | PS    | PCP   | PSD   | CDS   | UDP   | AD    | APU/ CDU | FRS   | PRD   | PSN   | BE   | PAN | PSD CDS | L | CH | IL |
| ---- | ----- | ----- | ----- | ----- | ----- | ----- | -------- | ----- | ----- | ----- | ---- | --- | ------- | - | -- | -- |
| 1976 | 47,09 | 17,62 | 15,12 | 7,73  | 2,64  |       |          |       |       |       |      |     |         |   |    |    |
| 1979 | 33,62 | APU   | AD    | AD    | 3,79  | 32,71 | 23,25    |       |       |       |      |     |         |   |    |    |
| 1980 | FRS   | APU   | AD    | AD    | 2,08  | 33,43 | 16,27    | 40,31 |       |       |      |     |         |   |    |    |
| 1983 | 46,46 | APU   | 17,96 | 8,58  | 1,35  |       | 19,61    |       |       |       |      |     |         |   |    |    |
| 1985 | 18,42 | APU   | 26,42 | 5,37  | 1,71  | 15,53 | 27,37    |       |       |       |      |     |         |   |    |    |
| 1987 | 24,22 | CDU   | 46,19 | 3,29  | 1,16  | 10,07 | 8,57     |       |       |       |      |     |         |   |    |    |
| 1991 | 30,66 | CDU   | 50,69 | 3,02  |       | 7,33  | 1,06     | 2,50  |       |       |      |     |         |   |    |    |
| 1995 | 50,78 | CDU   | 26,63 | 10,05 | 0,80  | 7,76  |          | 0,33  |       |       |      |     |         |   |    |    |
| 1999 | 49,03 | CDU   | 27,03 | 8,51  |       | 8,38  |          | 2,82  |       |       |      |     |         |   |    |    |
| 2002 | 42,02 | CDU   | 34,54 | 9,62  | 5,62  | 3,59  |          |       |       |       |      |     |         |   |    |    |
| 2005 | 48,95 | CDU   | 23,33 | 6,50  | 6,49  | 9,42  |          |       |       |       |      |     |         |   |    |    |
| 2009 | 31,86 | CDU   | 24,50 | 11,65 | 6,72  | 17,45 |          |       |       |       |      |     |         |   |    |    |
| 2011 | 23,00 | CDU   | 35,21 | 14,29 | 7,80  | 9,63  | 1,68     |       |       |       |      |     |         |   |    |    |
| 2015 | 32,10 | CDU   | CDS   | PSD   | 8,09  | 16,21 | 1,97     | 30,03 | 0,76  |       |      |     |         |   |    |    |
| 2019 | 34,62 | CDU   | 21,22 | 4,21  | 6,42  | 14,67 | 5,41     |       | 1,18  | 2,29  | 0,92 |     |         |   |    |    |
| 2022 | 37,27 | CDU   | 23,80 | 1,37  | 4,23  | 6,62  | 2,34     | 1,07  | 14,20 | 5,31  |      |     |         |   |    |    |
| 2024 | 23,04 | CDU   | AD    | AD    | 21,49 | 2,52  | 6,10     | 2,70  | 2,92  | 30,53 | 5,05 |     |         |   |    |    |

Lista dos Presidentes da Câmara Municipal de Portimão

Pré-25 de Abril de 1974

- Dr. José António dos Santos
- Francisco da Graça Mira
- Jaime da Glória Dias Cordeiro
- Francisco Marques da Luz
- Guilherme Francisco Dias
- José dos Santos Ribeiro
- Manuel Francisco Borralho
- Francisco José Duarte
- Dr. António Pacheco Teixeira Gomes
- Álvaro Joaquim Calhau
- Dr. Frederico Ramos Mendes
- Joaquim Valadares Pacheco
- Salvador Gomes Vilarinho
- Dr. Rogério Reis Alvo
- José dos Reis Baptista
- Eng. João Deodato Neto
- Reinaldo Pereira Assunção

Pós-25 de Abril de 1974
* Rogério Jorge Castelo
- Martim Afonso Pacheco Gracias
- Eng. Nuno Alberto Pereira Mergulhão
- Manuel António da Luz
- Isilda Gomes
- Álvaro Bila[1]

## Personalidades destacadas
- Teixeira Gomes, sétimo presidente da República Portuguesa;
- João Moutinho,  futebolista;
- Dário Guerreiro, humorista;
- Cláudia Neto, futebolista;
- Júdice Fialho, industrial;
- Nuno Júdice, ensaísta, poeta, ficcionista e professor universitário;
- Edmundo Vieira, cantor;
- Carlos Oliveira, ator;
- Mafalda Marafusta, atriz;
- António José Nunes da Glória (1842 - 1919) — Sacerdote, artista plástico e arqueólogo
- Isaura Borges Coelho (1926 - 2019) — Enfermeira, opositora ao Estado Novo
- Luís Thomar (1954 - 2019) — Actor de teatro e televisão
- Margarida Tengarrinha (1928-2023) - Opositora do Estado Novo, deputada da Assembleia da República Portuguesa, militante e dirigente do Partido Comunista Português
- António Rebelo da Silva (1893 – 1968), diplomata

## Geminações
A cidade de Portimão é geminada com as seguintes cidades:
- Vila Real,  Vila Real, Douro,  Norte, Portugal
- Villemomble, Seine-Saint-Denis, Ilha de França, França
- Guanare, Portuguesa, Venezuela; fundada em 3 de Novembro de 1591 pelo navegador e capitão português João Fernandes Leão Pacheco, natural de Portimão[27]
- Buba, Quinara, Guiné-Bissau
- São Vicente, Ilha de São Vicente, Cabo Verde

## Galeria

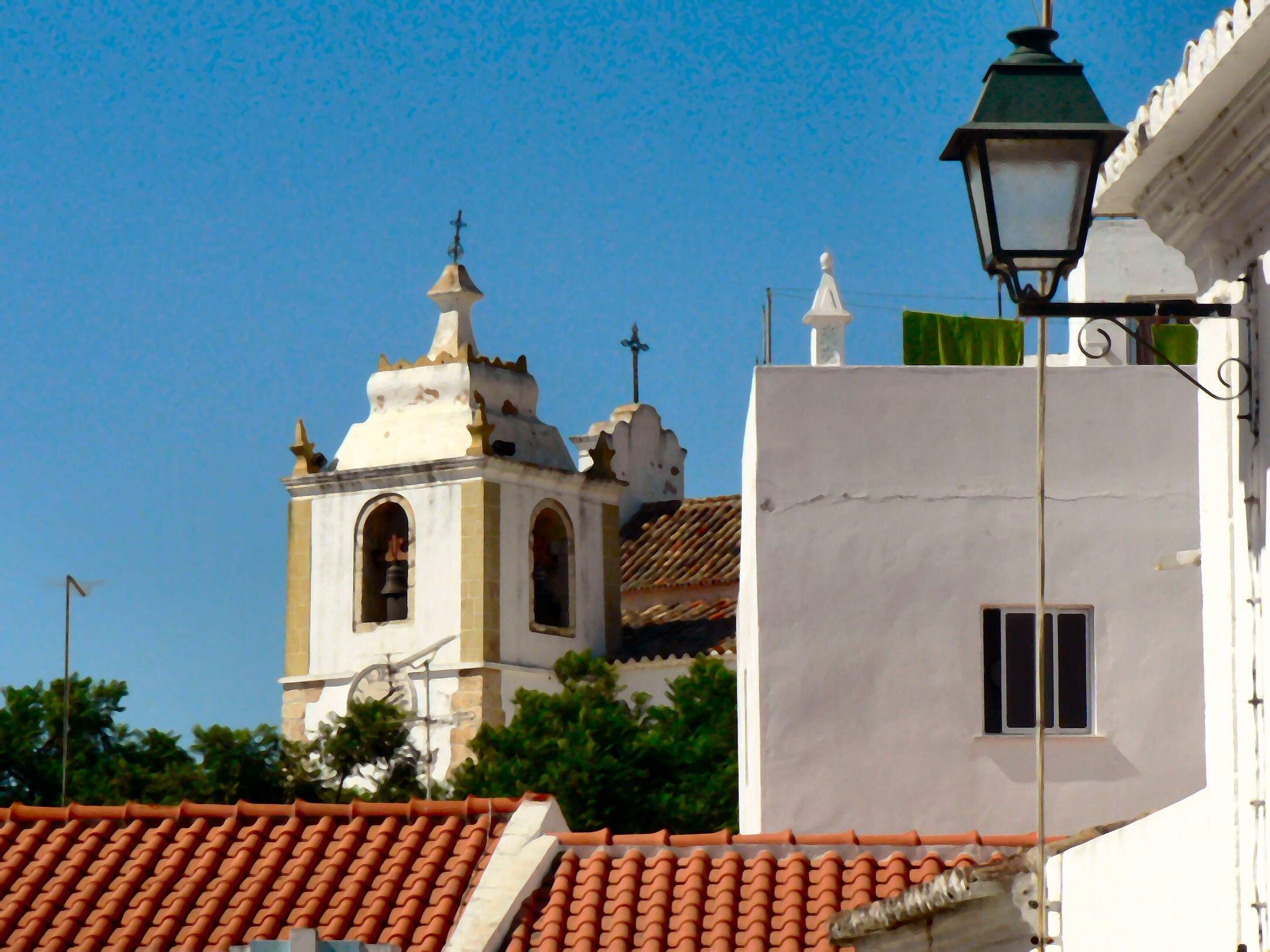
Igreja Matriz de Alvor
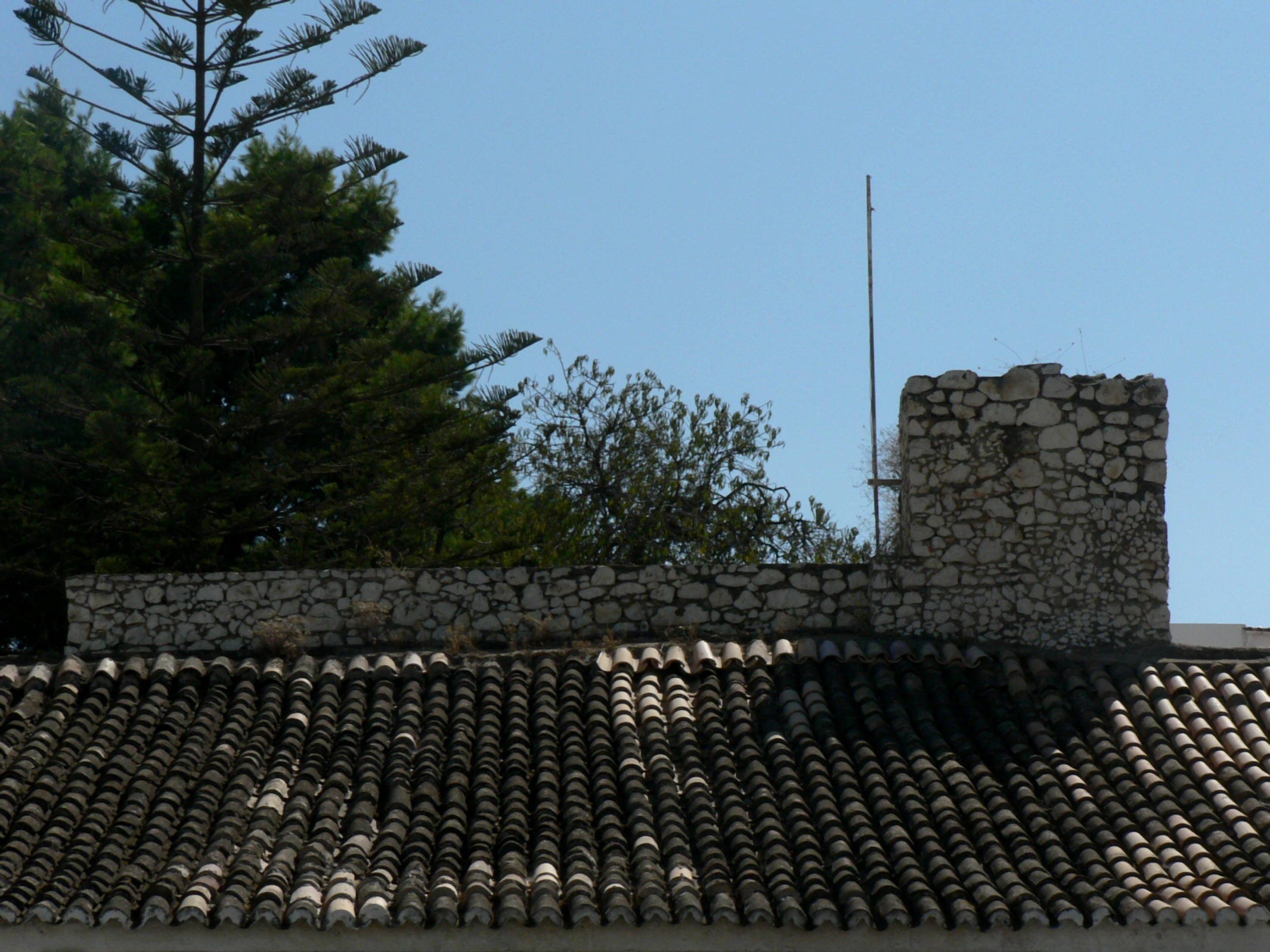
Castelo de Alvor
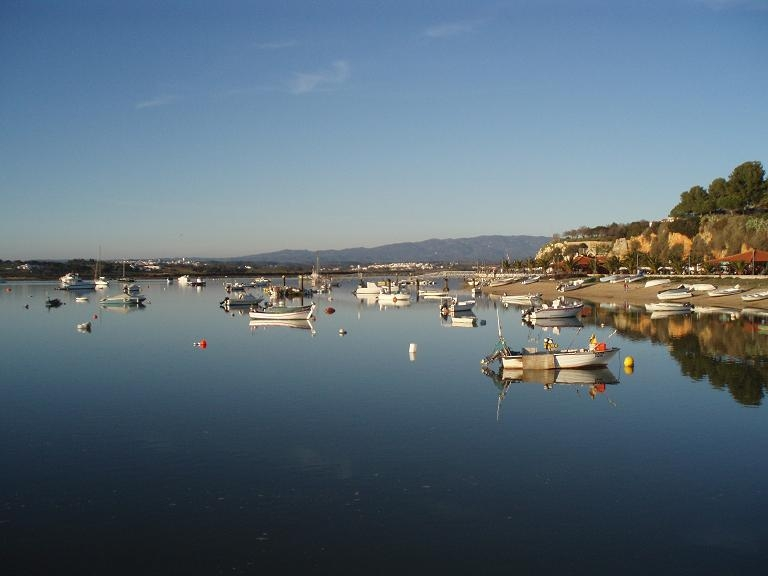
Alvor Ribeirinha
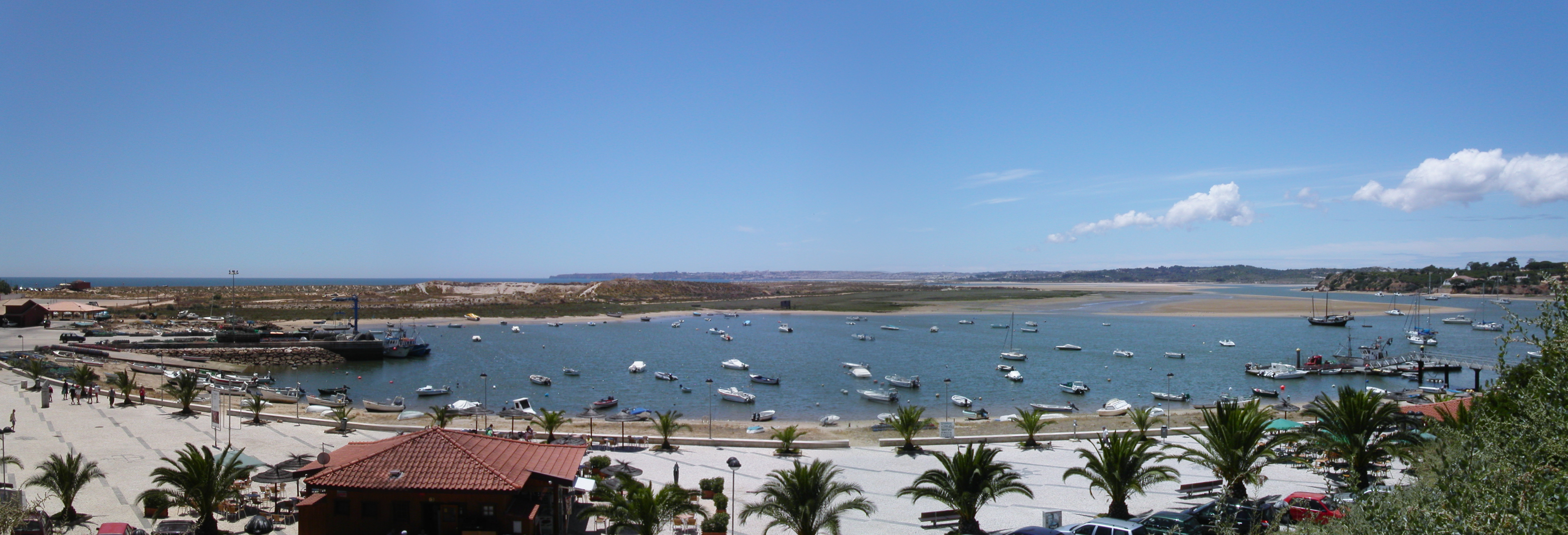
Porto de Alvor.jpg
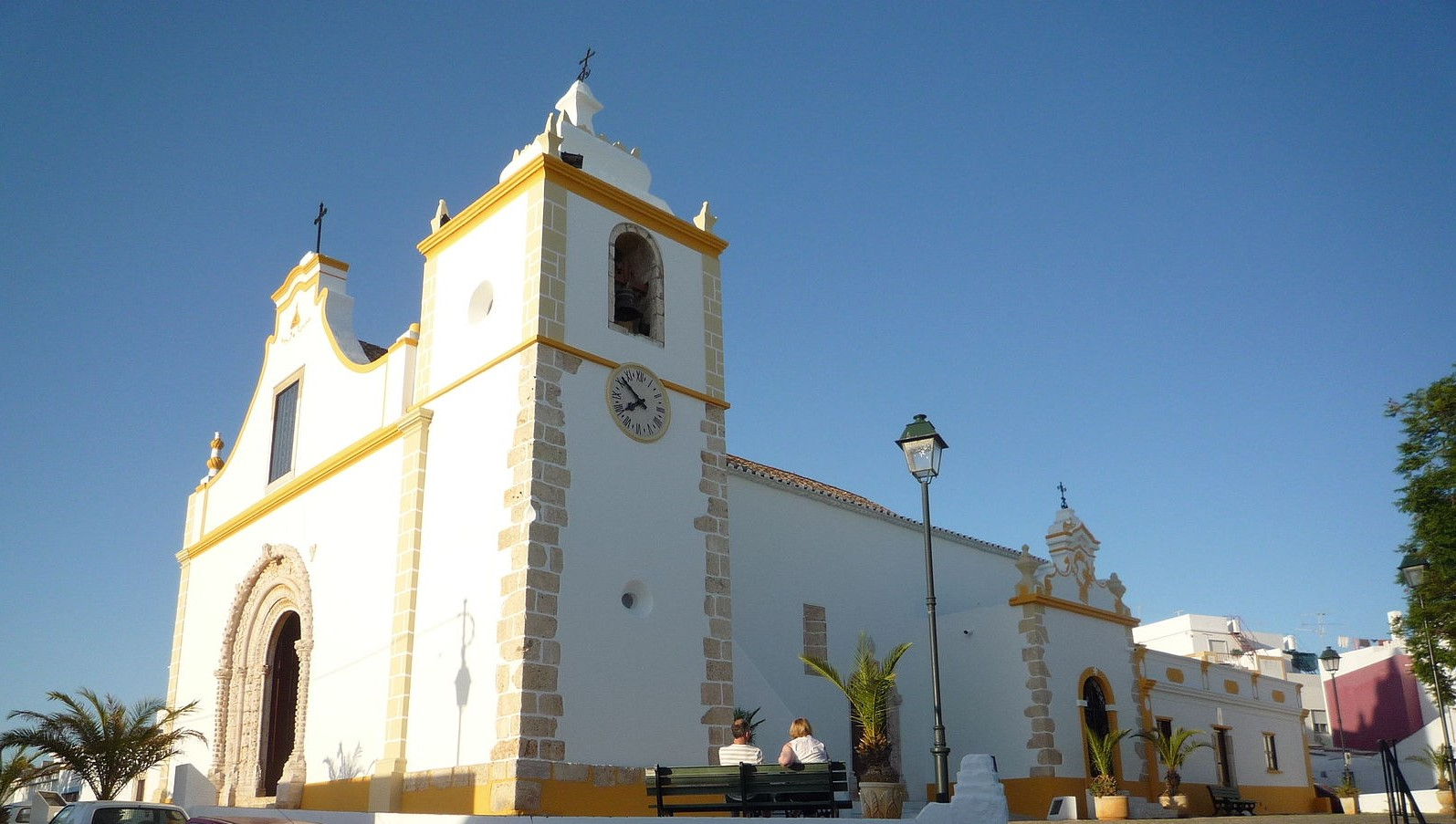
Igreja matriz do Divino Salvador, Alvor
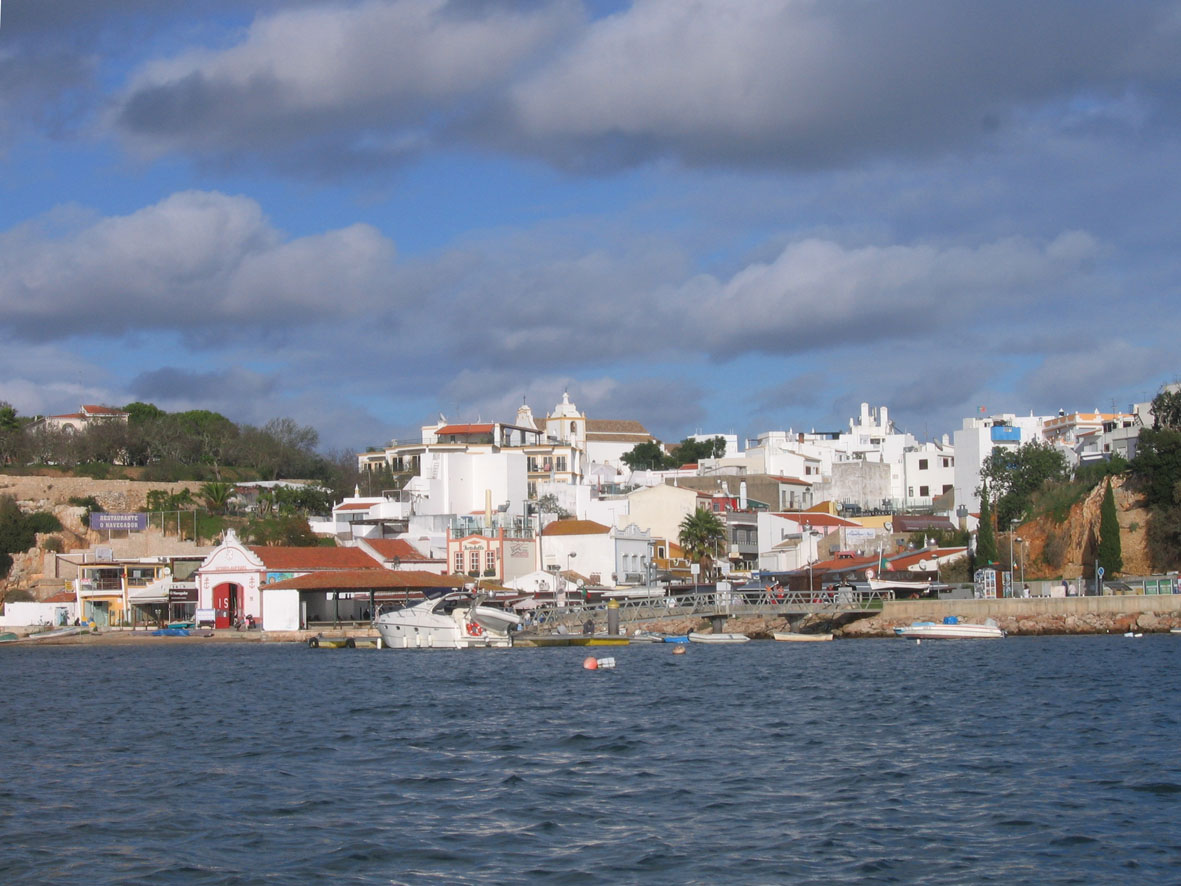
Alvor
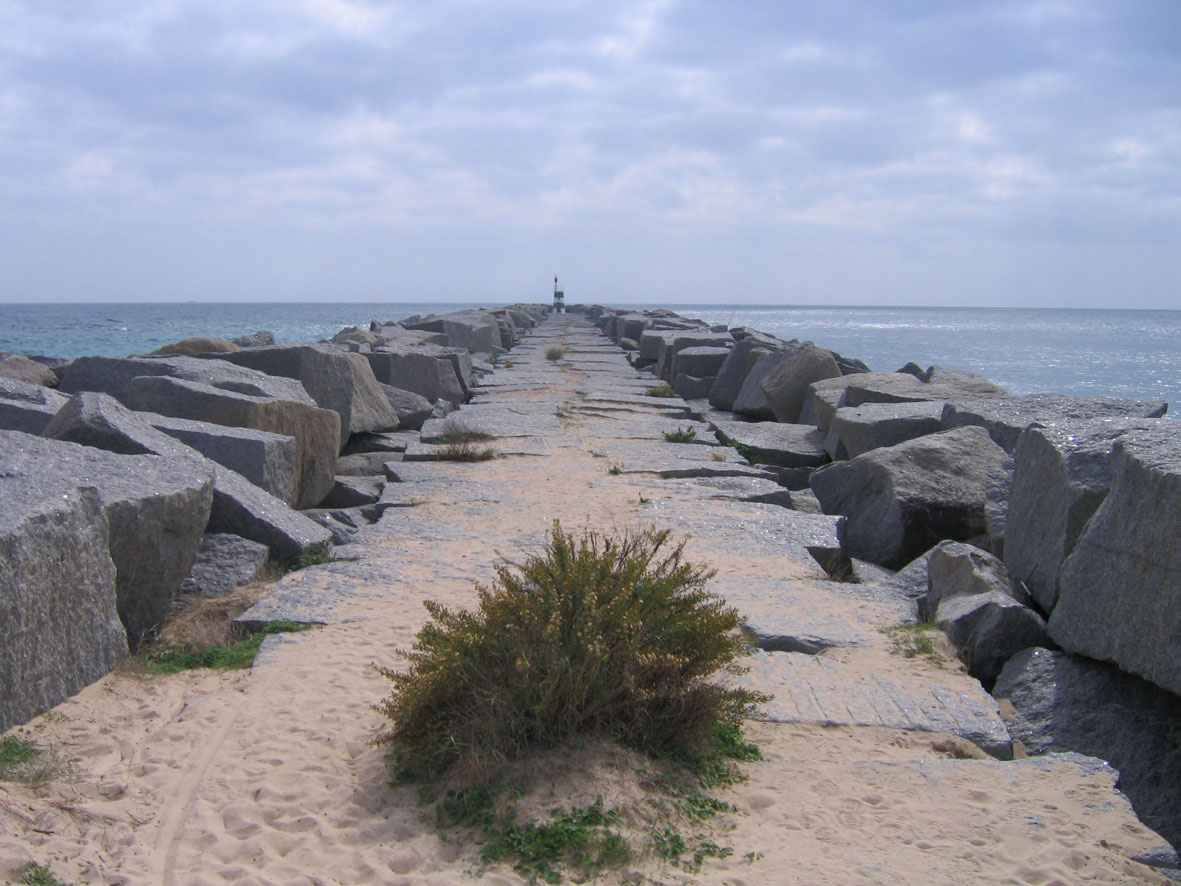
A barragem de Alvor.
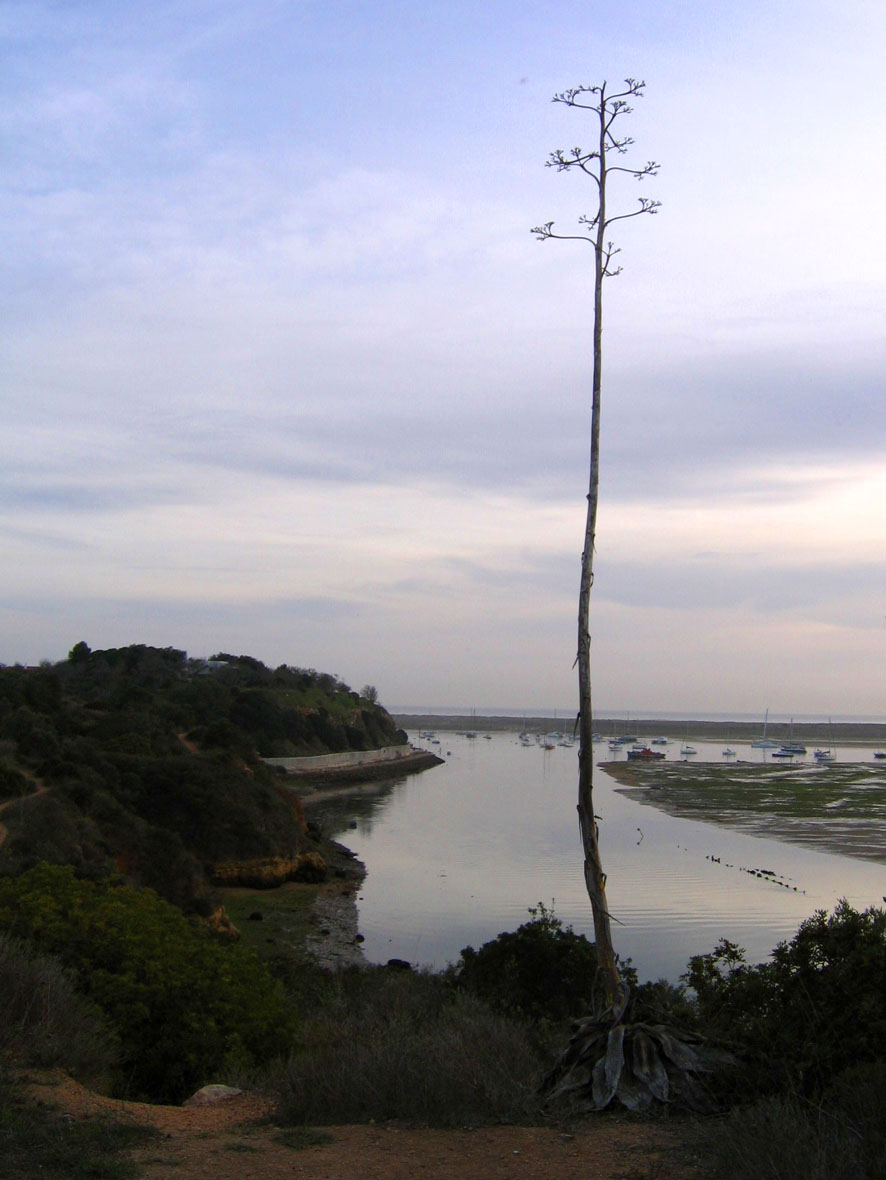
Ria de Alvor
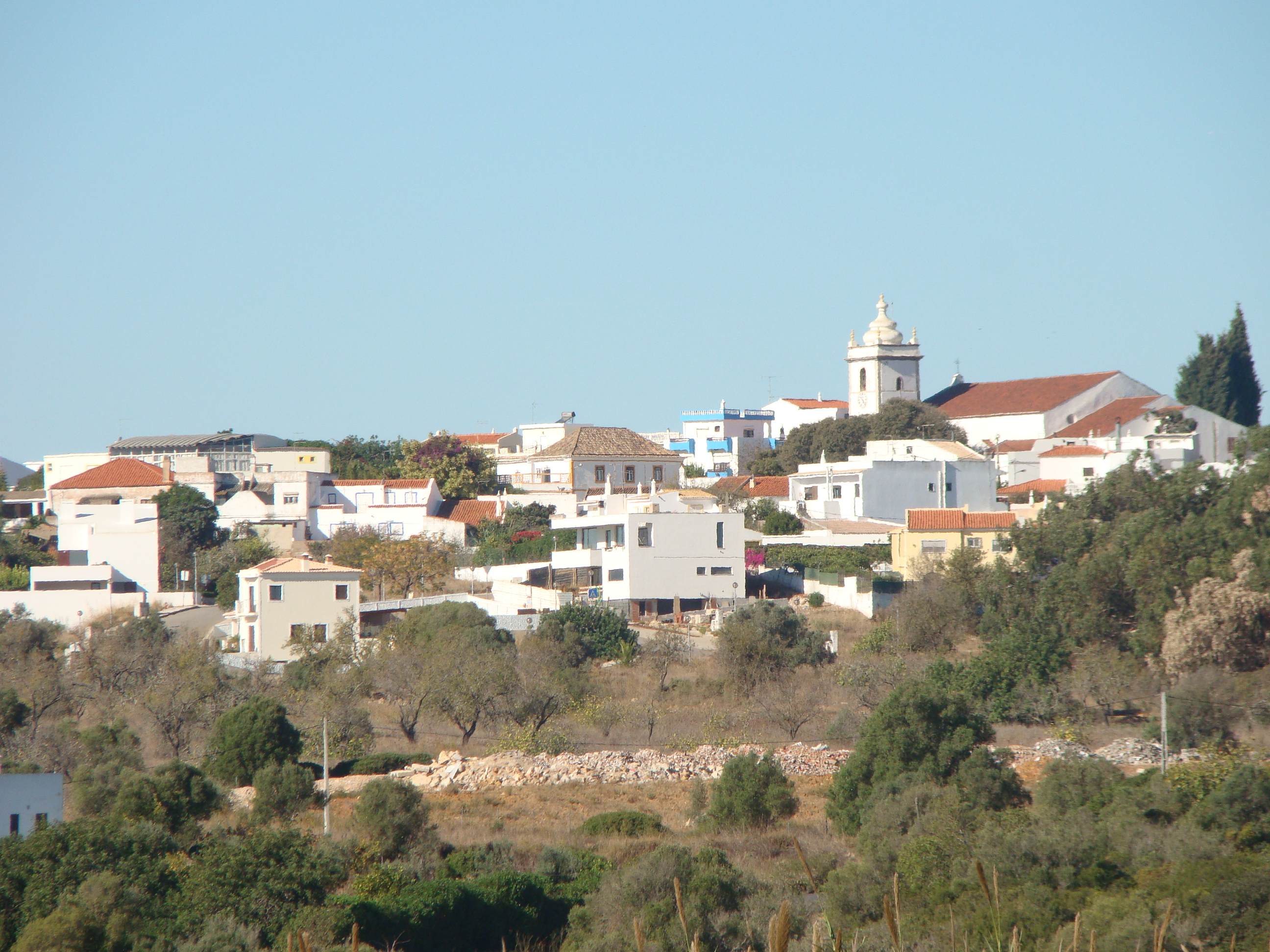
Mexilhoeira Grande
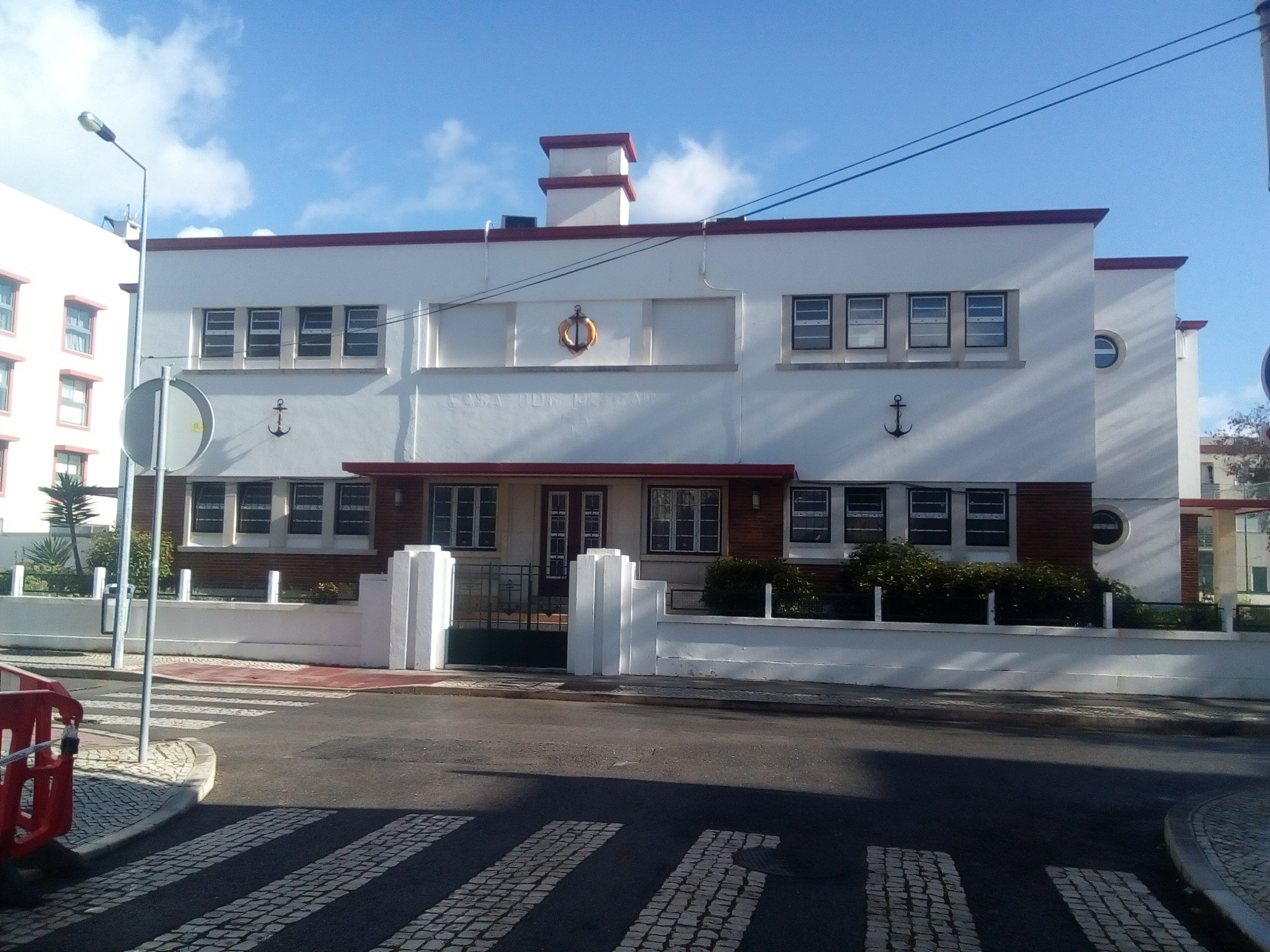
Antiga Casa dos Pescadores de Portimão
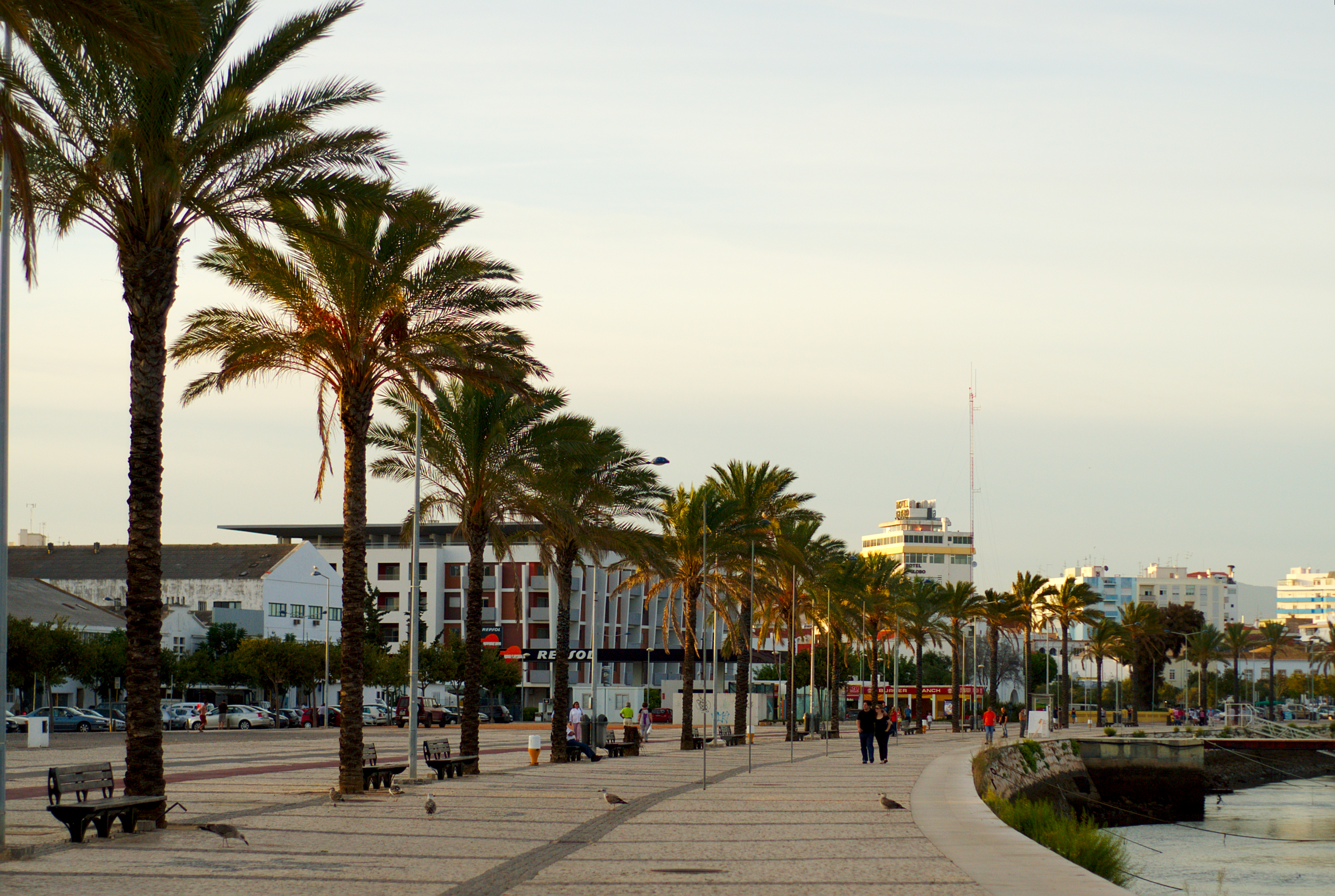
Avenida Capitão João Fernandes Leão Pacheco, Portimão